# Marreese Speights
Marreese Akeem Speights (St. Petersburg, 4 agosto 1987) è un allenatore di pallacanestro ed ex cestista statunitense.

## Carriera
È stato selezionato dai Philadelphia 76ers al primo giro del Draft NBA 2008 (16ª scelta assoluta).

## Statistiche

### College
| Anno       | Squadra        | PG | PT | MP   | TC%  | 3P% | TL%  | RP  | AP  | PRP | SP  | PP   |
| ---------- | -------------- | -- | -- | ---- | ---- | --- | ---- | --- | --- | --- | --- | ---- |
| 2006-2007† | Florida Gators | 33 | 0  | 5,7  | 67,1 | -   | 66,7 | 2,6 | 0,1 | 0,2 | 0,5 | 4,1  |
| 2007-2008  | Florida Gators | 36 | 36 | 24,3 | 62,4 | -   | 69,2 | 8,1 | 0,9 | 0,4 | 1,4 | 14,5 |
| Carriera   | Carriera       | 69 | 36 | 15,4 | 63,3 | -   | 68,8 | 5,4 | 0,5 | 0,3 | 0,9 | 9,5  |

### NBA

#### Regular Season
| Anno       | Squadra             | PG  | PT | MP   | TC%  | 3P%  | TL%  | RP  | AP  | PRP | SP  | PP   |
| ---------- | ------------------- | --- | -- | ---- | ---- | ---- | ---- | --- | --- | --- | --- | ---- |
| 2008-2009  | Philadelphia 76ers  | 79  | 2  | 16,0 | 50,2 | 25,0 | 77,3 | 3,7 | 0,4 | 0,3 | 0,7 | 7,7  |
| 2009-2010  | Philadelphia 76ers  | 62  | 1  | 16,4 | 47,7 | 0,0  | 74,5 | 4,1 | 0,6 | 0,5 | 0,5 | 8,6  |
| 2010-2011  | Philadelphia 76ers  | 64  | 1  | 11,5 | 49,5 | 25,0 | 75,3 | 3,3 | 0,5 | 0,1 | 0,3 | 5,4  |
| 2011-2012  | Memphis Grizzlies   | 60  | 54 | 22,4 | 45,3 | 0,0  | 77,1 | 6,2 | 0,8 | 0,4 | 0,5 | 8,8  |
| 2012-2013  | Memphis Grizzlies   | 40  | 2  | 14,5 | 42,9 | 40,0 | 71,6 | 4,7 | 0,5 | 0,3 | 0,7 | 6,6  |
| 2012-2013  | Cleveland Cavaliers | 39  | 1  | 18,5 | 45,7 | 20,0 | 80,6 | 5,1 | 0,7 | 0,4 | 0,7 | 10,2 |
| 2013-2014  | G.S. Warriors       | 79  | 3  | 12,4 | 44,1 | 25,8 | 82,1 | 3,7 | 0,4 | 0,1 | 0,4 | 6,4  |
| 2014-2015† | G.S. Warriors       | 76  | 9  | 15,9 | 49,2 | 27,8 | 84,3 | 4,3 | 0,9 | 0,3 | 0,4 | 10,4 |
| 2015-2016  | G.S. Warriors       | 72  | 0  | 11,6 | 43,2 | 38,7 | 82,5 | 3,3 | 0,8 | 0,3 | 0,5 | 7,1  |
| 2016-2017  | L.A. Clippers       | 82  | 2  | 15,7 | 44,5 | 37,2 | 87,6 | 4,5 | 0,8 | 0,3 | 0,5 | 8,7  |
| 2017-2018  | Orlando Magic       | 52  | 3  | 13,0 | 39,5 | 36,9 | 72,7 | 2,6 | 0,8 | 0,2 | 0,4 | 7,7  |
| Carriera   | Carriera            | 705 | 78 | 15,1 | 45,9 | 35,6 | 79,7 | 4,1 | 0,7 | 0,3 | 0,5 | 7,9  |

#### Playoffs
| Anno     | Squadra            | PG | PT | MP   | TC%  | 3P%  | TL%  | RP  | AP  | PRP | SP  | PP  |
| -------- | ------------------ | -- | -- | ---- | ---- | ---- | ---- | --- | --- | --- | --- | --- |
| 2009     | Philadelphia 76ers | 3  | 0  | 9,7  | 42,9 | -    | 75,0 | 2,0 | 0,0 | 0,0 | 0,0 | 3,0 |
| 2011     | Philadelphia 76ers | 2  | 0  | 10,5 | 16,7 | -    | -    | 3,0 | 0,5 | 0,0 | 0,5 | 2,0 |
| 2012     | Memphis Grizzlies  | 7  | 0  | 14,3 | 48,8 | -    | 60,0 | 4,3 | 0,3 | 0,4 | 0,4 | 6,6 |
| 2014     | G.S. Warriors      | 7  | 0  | 9,7  | 52,8 | -    | 50,0 | 3,1 | 0,4 | 0,3 | 0,6 | 6,3 |
| 2015†    | G.S. Warriors      | 10 | 0  | 6,7  | 33,3 | -    | 60,0 | 2,1 | 0,4 | 0,4 | 0,3 | 3,7 |
| 2016     | G.S. Warriors      | 24 | 0  | 8,4  | 39,0 | 41,9 | 77,4 | 2,0 | 0,5 | 0,1 | 0,3 | 5,6 |
| 2017     | L.A. Clippers      | 7  | 2  | 14,0 | 43,2 | 35,0 | 70,0 | 2,9 | 0,4 | 0,3 | 0,4 | 6,6 |
| Carriera | Carriera           | 60 | 2  | 9,7  | 41,0 | 39,7 | 67,1 | 2,5 | 0,4 | 0,2 | 0,4 | 5,3 |

## Palmarès
- Campione NCAA (2007)
- Campionato NBA: 1

Golden State Warriors: 2015